# Buta
Buta é uma cidade da República Democrática do Congo, é a capital da província de Baixo Uele. Tinha uma população de 53.401 habitantes no ano de 2009.